# Hugo Bretschneider
Hugo Bretschneider (* 9. Dezember 1909 in Ilmenau; † 5. Januar 1964) war ein deutscher Politiker (CDU).
Als Berufssoldat seit 1930 nahm Bretschneider, zuletzt als Major, am Zweiten Weltkrieg teil. 1942 verwundet, wurde er u. a. mit dem Deutschen Kreuz in Gold ausgezeichnet. Bretschneider gehörte vom 11. Februar 1947 bis zum 19. April 1947 dem Ernannten Landtag von Nordrhein-Westfalen in der zweiten Ernennungsperiode an. Von 1945 bis 1948 war er Geschäftsführer der CDU in Herford.